# پاندیا (قمر)
پاندیا (به انگلیسی: Pandia) که با نام ژوپیتر ال‌ایکس‌وی (به انگلیسی: Jupiter LXV) و نام رسمی اس/۲۰۱۷ جی ۴ (به انگلیسی: S/2017 J 4) نیز شناخته می‌شود یک قمر بیرونی سیاره مشتری است.

## کشف
پاندیا در سال ۲۰۱۷ توسط اسکات اس. شپرد و تیم وی کشف شد اما تا تاریخ ۱۷ ژوئیه ۲۰۱۸ توسط مرکز بررسی ریزسیاره‌ها اعلام نشد.

## نام
این قمر در سال ۲۰۱۹ پاندیا (الهه ماه کامل در اساطیر یونان) نام گرفت. این قمر به گروه هیمالیا تعلق دارد که با حرف (a) ختم می‌شوند.